# Turowie Wielkie
Turowie Wielkie (biał. Вялікае Туроўе, Wialikaje Turouje; ros. Большое Туровье, Bolszoje Turowje) – wieś na Białorusi, w obwodzie grodzieńskim, w rejonie ostrowieckim, w sielsowiecie Michaliszki.
Wieś położona jest na terenie Rezerwatu Krajobrazowego Jeziora Soroczańskie.

## Historia
W XIX i w początkach XX w. położone było w Rosji, w guberni wileńskiej, w powiecie zawilejskim/święciańskim, w gminie Aleksandrya. Po I wojnie światowej pod administracją polską, w Zarządzie Cywilnym Ziem Wschodnich. W latach 1920–1922 w składzie Litwy Środkowej.
Od 11 kwietnia 1922 leżało w Polsce, w województwie wileńskim, w powiecie święciańskim, w gminie Aleksandrowo/Żukojnie.
Po II wojnie światowej w granicach Związku Sowieckiego. Od 1991 w niepodległej Białorusi.